# Miroslav Antal
Miroslav Antal (* 15. května 1945 Mýtna) je slovenský chemik a vědecký pracovník.

## Život
Miroslav Antal se na narodil jako nejmladší syn Jána Antala a Eleny, rozené Líškové 15. května 1945 v Mýtne na Slovensku. V mládí se věnoval hře na kytaru a lehké atletice - sprint a skok do dálky. Sportu zůstal věrný po celý život, ať již jako fotbalový trenér nebo fanoušek.
Absolvoval Gymnázium v Lučenci a Přírodovědeckou fakultu Univerzity Komenského v Bratislavě, obor organická chémie, kde získal titul RNDr.
Působil jako chemik a vědecký pracovník ve Slovenské akadémii vied v Bratislavě /CSc./, na The University of Alberta v Edmontonu a v Pulp & Paper v Montrealu FP Innovations v Kanadě.
Je autorem 13 registrovaných patentů na Slovensku a dalších v Kanadě. Podílel se na výzkumech publikovaných ve 27 vědeckých pracích.
Žije v Bratislavě, je ženatý, má dva syny a dceru.